# Taihe (Fuyang)

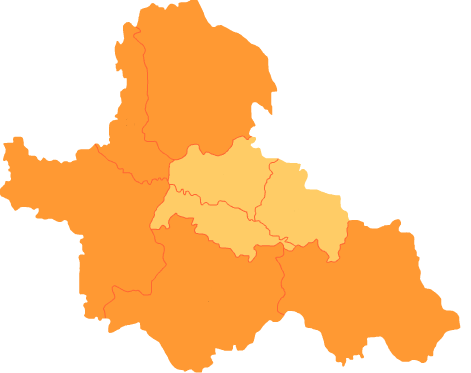
Lage des Kreises Taihe im Gebiet der bezirksfreien Stadt Fuyang

Der Kreis Taihe (chinesisch 太和县, Pinyin Tàihé Xiàn) ist ein Kreis im Nordwesten der chinesischen Provinz Anhui. Er gehört zum Verwaltungsgebiet der bezirksfreien Stadt Fuyang. Taihe hat eine Fläche von 1.867 km² und zählt 1.446.000 Einwohner (Stand: Ende 2018).

## Administrative Gliederung
Auf Gemeindeebene setzt sich der Kreis aus sechsundzwanzig Großgemeinden und fünf Gemeinden zusammen. 